# Nizas (Hérault)
Nizas település Franciaországban, Hérault megyében. Lakosainak száma 661 fő (2022. január 1.). Nizas Adissan, Caux, Cazouls-d’Hérault, Fontès, Lézignan-la-Cèbe, Paulhan és Pézenas községekkel határos.

## Népesség
A település népességének változása:
| Lakosok száma | 504  | 398  | 459  | 542  | 636  | 662  | 670  | 677  | 669  | 661  |
|               | 1968 | 1982 | 1990 | 2006 | 2013 | 2015 | 2017 | 2019 | 2020 | 2022 |